# Shizue Takanashi
Shizue Takanashi (japanisch たかなし しずえ Takanashi Shizue; * 31. August in Kamogawa) ist eine japanische Mangaka.

## Werdegang und Werk
Das erste Buch von Takanashi war 1976 Pocket Ippai no Yume. Wie die meisten ihrer darauf folgenden Werke, oft kurze Serien, richtete es sich an jugendliche Mädchen (Shōjo). Später schuf sie auch einige Mangas für erwachsene Frauen (Josei). Ihre Serien sind meist Komödien im Alltag, manche auch fantastische oder historische Geschichten. 1978 startete die Serie Ohayō! Supanku, zu der Takanashi die Zeichnungen beisteuerte. Diese erreichte sieben Bände und wurde als Anime-Fernsehserie umgesetzt, die im Deutschen unter dem Titel Hallo Kurt! herauskam. 2025 kam dann bei Tokyopop auch der Manga erstmals auf Deutsch heraus. Für die Serie erhielt Takanashi in Japan 1981 den Kōdansha-Manga-Preis.
Bereits 2002 erschien auf Deutsch die Serie DoReMi, damals bei Carlsen Manga, bei der ebenfalls die Zeichnungen von Takanashi stammten und die durch ihre Verfilmung im deutschsprachigen Raum bekannt wurde. Nach einer längeren Schaffenspause erscheinen seit 2016 wieder Serien von Takanashi, insbesondere eine Reihe von Alltagskomödien unter dem Titel Shii-chan no … sowie seit 2025 eine Fortsetzung von Hallo Kurt!

## Bibliografie (Auswahl)
- Pocket Ippai no Yume (ポケットいっぱいの夢, 1976, 1 Band)
- Boku no Rei-chan (ぼくの鈴ちゃん, 1977, 1 Band)
- Kochi Muite Suki (こっちむいてスーキー, 1977, 1 Band)
- Shiawase Iro no Fūkei (しあわせ色の風景, 1977, 1 Band)
- Hallo Kurt! (おはよう!スパンク Ohayō! Spank, 1978–1982, 7 Bände, Zeichnungen)
- Orange Tsūshin (オレンジ通信, 1980, 1 Band)
- Spank no Wao Wao Tanteidan (スパンクのWAOWAO探偵団, 1981, 1 Band)
- Hohoemi Zoo Mingu (ほほえみZOOミング, 1982, 2 Bände)
- Himitsu no Ufufu (秘密のう・ふ・ふ, 1984, 1 Band)
- Sora-chan no Bōshi (空ちゃんのぼうし, 1984–1985, 2 Bände, Zeichnungen)
- Umi-chan Donna Iro? (海ちゃんどんな色?, 1986, 3 Bände)
- Omakase Lunch (おまかせランチ, 1987, 1 Band)
- Heart no Naishobanashi (ハートのないしょばなし, 1988, 1 Band)
- Tanoshisō Tayori (たのし荘便り, 1999, 1 Band)
- DoReMi (おジャ魔女どれみ Ojamajo Doremi, 2000, 3 Bände, Zeichnungen)
- Mo~tto! Ojamajo Doremi (も～っと！おジャ魔女どれみ, 2002, 1 Band, Zeichnungen)
- Shii-chan no Gochisō (しーちゃんのごちそう, 2016, 8 Bände)
- Shi-chan no Sorekara (しーちゃんのそれから, 2018, 1 Band)
- Shi-chan to Neko (しーちゃんとねこ, 2018, 4 Bände)
- Shi-chan no Tamatebako (しーちゃんのたまてばこ, 2019, 1 Band)
- Shi-chan no Seishun Gohan (しーちゃんの青春ごはん, 2020)
- Ohayō! Spank Tekuteku (おはよう！スパンク　てくてく, 2025)